# Skogsvitvinge
Skogsvitvinge, Leptidea sinapis, är en fjärilsart i familjen vitfjärilar, Pieridae. Vingspannet varierar mellan 36 och 44 millimeter, på olika individer.

## Beskrivning
Ovansidan är vit och hanen har en mörkgrå fläck vid framvingens spets. Hos senare generationer samma säsong är fläcken mörkare. Första generationens honor har en antydan till grå fläck på samma ställe som hanen, men senare generationer är i stort sett helt vita. Undersidan hos båda könen är ljust gulvit med ljusgrå teckningar. Larven är grön med en ljusgul och mörkgrön längsgående rand på sidan. Den blir upp till 20 millimeter lång.

## Bildgalleri

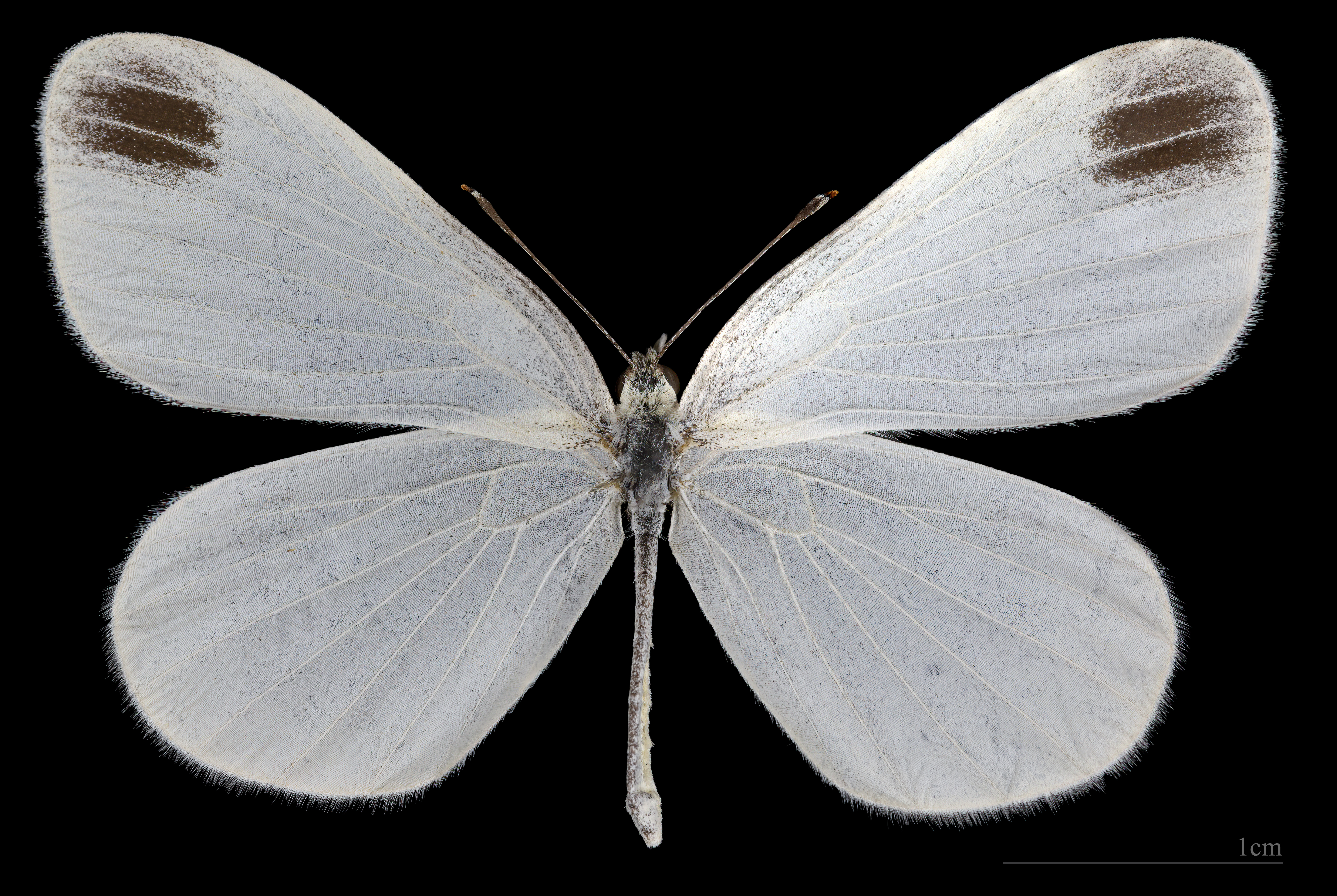
Leptidea sinapis, hane ovansida.
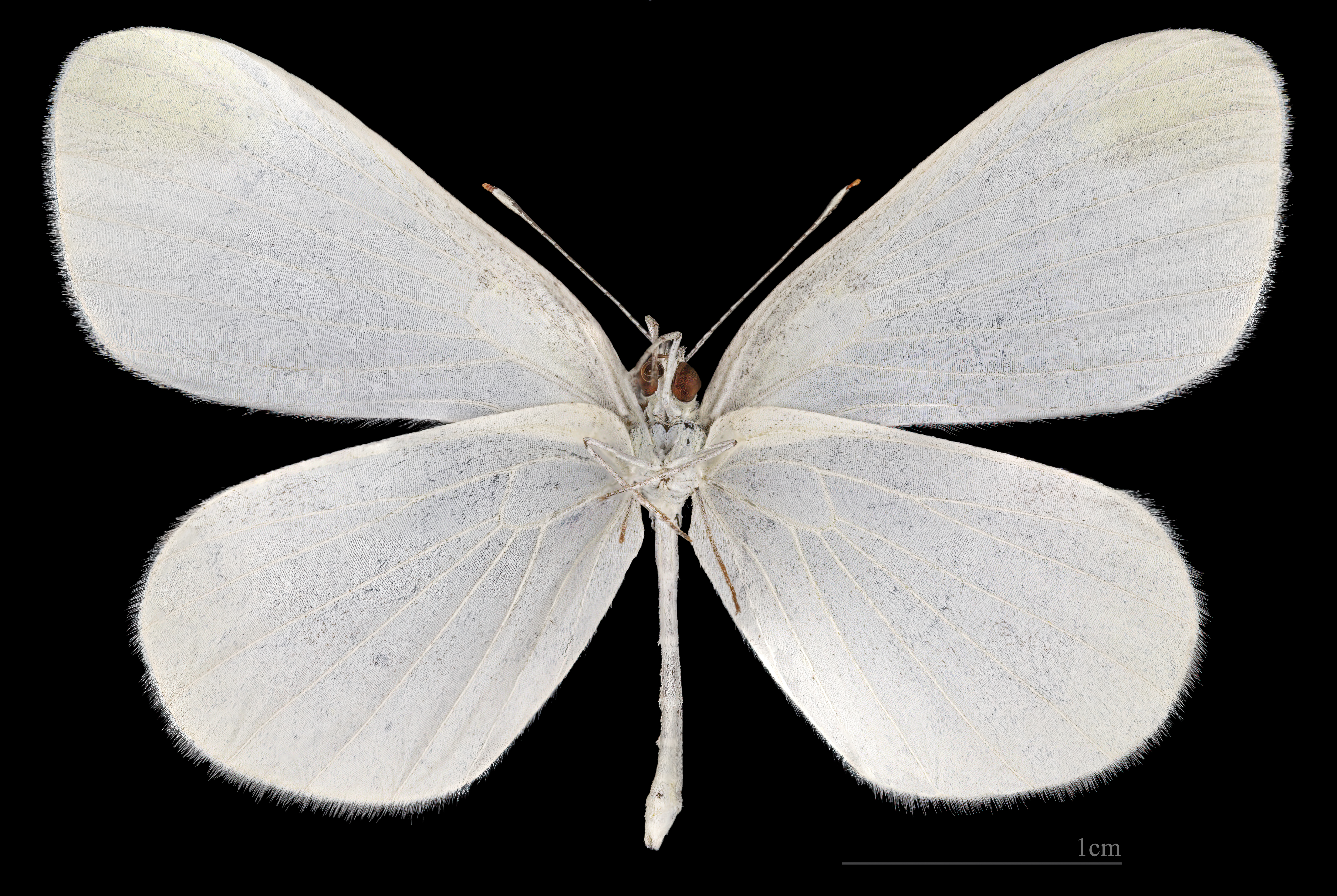
Leptidea sinapis, hane undersida.
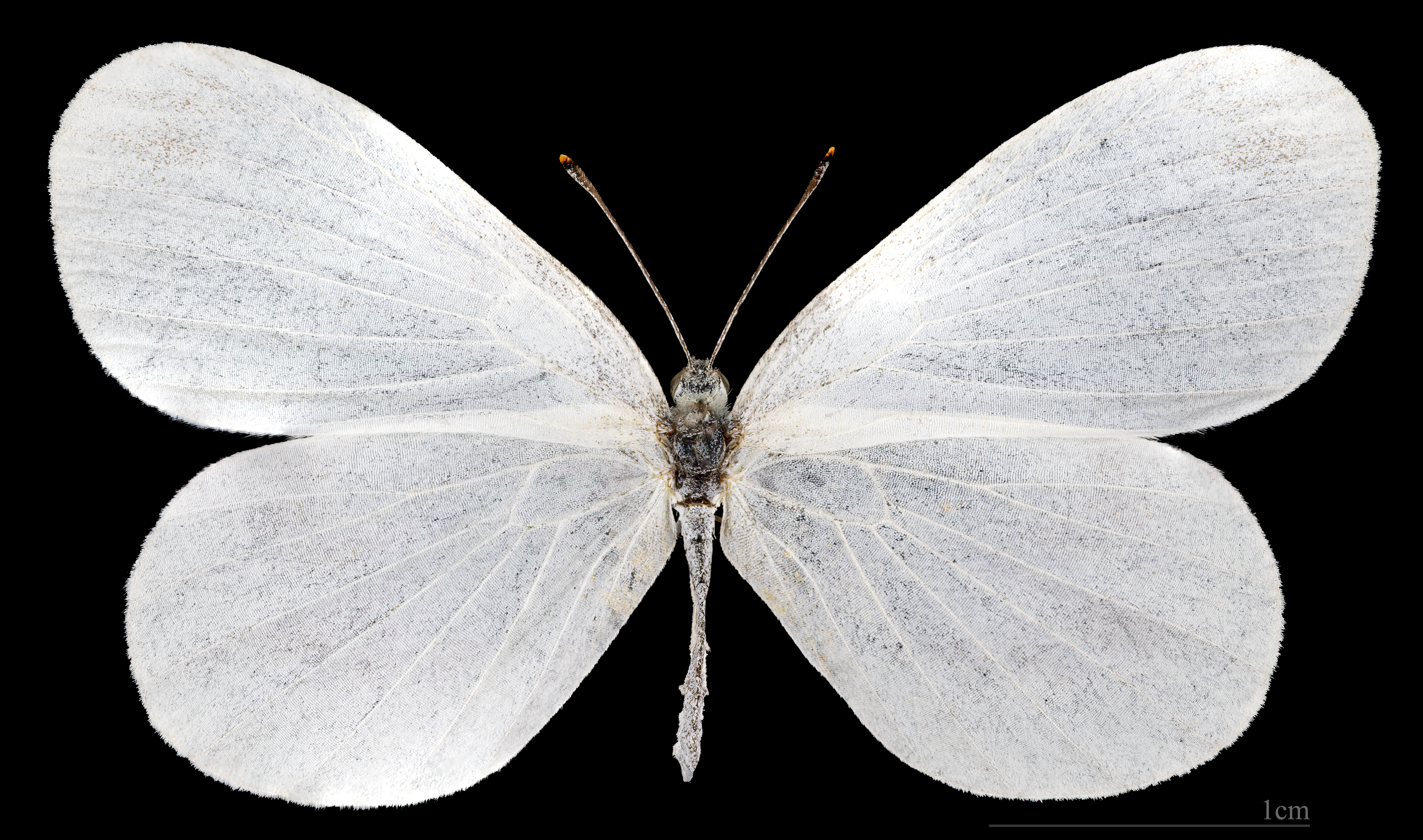
Leptidea sinapis, hona ovansida.
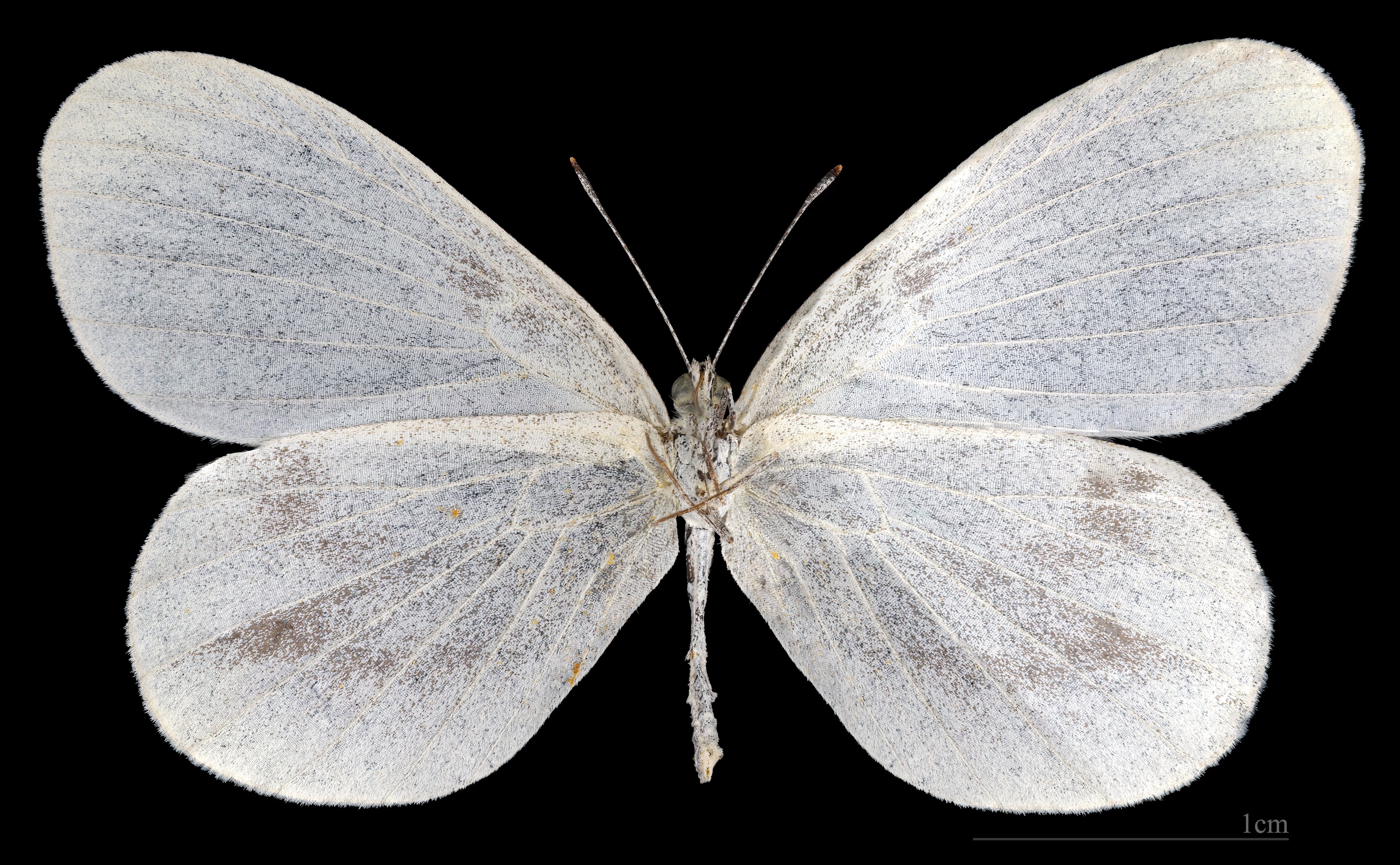
Leptidea sinapis, hona undersida.

## Levnadssätt
Värdväxter, de växter larven lever på och äter av, är olika ärtväxter, bland annat gulvial, kråkvicker och gökärt.
Flygtiden, den period när fjärilen är fullvuxen, imago, är i den nordliga delen av utbredningsområdet oftast endast en generation under maj och juni, men i söder två eller tre generationer mellan april och september. Skogsvitvingen är ganska dålig på att flyga och håller sig ofta nära marken. Dess habitat är glesväxande skog, skogsgläntor och ängar med närhet till träd och annan skyddande vegetation.

## Utbredning
Skogsvitfjärilen finns i Syrien och Europa och vidare genom Ryssland och Kaukasus till västra Kina. I Norden finns den i södra Norge, i stora delar av Sverige samt i stora delar av Finland. Den har funnits i Danmark men är numera försvunnen därifrån.

## Ängsvitvinge
Under slutet av 1900-talet upptäcktes att den fjäril man trott vara en enda art, skogsvitvinge (Leptidea sinapis), i själva verket är två olika arter, skogsvitvinge och ängsvitvinge (Leptidea juvernica Wiliams 1946). Dessa båda arter är mycket lika varandra till både utseende och utbredningsområde men skiljer sig åt något när det gäller värdväxter och flygtid.